# (16266) Johconnell
(16266) Johconnell est un astéroïde de la ceinture principale.

## Description
(16266) Johconnell est un astéroïde de la ceinture principale. Il fut découvert le 7 mai 2000 à Socorro (Nouveau-Mexique) par le projet LINEAR. Il présente une orbite caractérisée par un demi-grand axe de 2,85 UA, une excentricité de 0,08 et une inclinaison de 16,2° par rapport à l'écliptique.

## Compléments